# Comuna Vissenbjerg
Vissenbjerg (Vissenbjerg Kommune) a fost o comună din comitatul Fyns Amt, Danemarca, care a existat între anii 1970-2006. Comuna avea o suprafață totală de 47,39 km² și o populație de 6.115 de locuitori (în 2006), iar din 2007 teritoriul său face parte din comuna Assens.
1. ↑  Danske borgmestre 1970-2018 (PDF)